# Jan Scharfenberg
Jan Scharfenberg (* 9. Januar 1994) ist ein deutscher Komponist und Filmproduzent.

## Leben
Seit der Schulzeit arbeitet Jan Scharfenberg mit Felix Maxim Eller zusammen. Gemeinsam gründeten sie 2016 die Lost Tape GbR, mit der sie seitdem Werbe- und Imagefilme, sowie den Spielfilm All Eyes on You, der im Wettbewerb des Shanghai International Film Festival 2018 gezeigt wurde, produziert haben. Schon  2017 gewannen Scharfenberg und Eller gemeinsam den Gründerpreis des Kreises Unna.

## Filmografie
- 2014: Young and Wild (Co-Produzent, Filmmusik)
- 2018: All Eyes on You (Produzent, Filmmusik)